# 康生通
康生通（こうせいとおり）は、愛知県名古屋市西区の地名。現行行政地名は康生通1丁目及び康生通2丁目。住居表示未実施。

## 地理
名古屋市西区中央部に位置する。南は児玉一丁目〜同三丁目、北は万代町に接する。

## 歴史

### 沿革
- 1947年（昭和22年）
  - 7月10日 - 西区児玉町の一部により、同区康生通として成立[1]。
  - 9月1日 - 児玉町の一部を編入する[1]。
- 1983年（昭和58年）8月28日 - 一部が児玉一丁目から同三丁目にそれぞれ編入される[1]。
- 1994年（平成6年）2月14日 - 一部が名西二丁目となる[3]。

## 世帯数と人口
2019年（平成31年）2月1日現在の世帯数と人口は以下の通りである。
| 町丁   | 世帯数  | 人口  |
| ------ | ------- | ----- |
| 康生通 | 154世帯 | 284人 |

## 学区
市立小・中学校に通う場合、学校等は以下の通りとなる。また、公立高等学校に通う場合の学区は以下の通りとなる。
| 番・番地等 | 小学校               | 中学校               | 高等学校 |
| ---------- | -------------------- | -------------------- | -------- |
| 全域       | 名古屋市立児玉小学校 | 名古屋市立浄心中学校 | 尾張学区 |

## 交通
- 名古屋市道名古屋環状線[2]

## 施設
- NTT西日本浄心ビル[2]
- メイテック名古屋本店

- メイテック名古屋本店

### WEB
1. 1 2  “愛知県名古屋市西区の町丁・字一覧”.   人口統計ラボ. 2017年4月8日閲覧。
2. 1 2  “町・丁目(大字)別、年齢(10歳階級)別公簿人口(全市・区別)”.   名古屋市 (2019年2月20日). 2019年3月10日閲覧。
3. ↑  “郵便番号”.  日本郵便. 2019年3月10日閲覧。
4. ↑  “市外局番の一覧”.   総務省. 2019年1月6日閲覧。
5. ↑  名古屋市役所市民経済局地域振興部住民課町名表示係 (2015年10月21日). “西区の町名一覧”.   名古屋市. 2017年8月7日閲覧。
6. ↑  “市立小・中学校の通学区域一覧”.   名古屋市 (2018年11月10日). 2019年1月14日閲覧。
7. ↑  “平成29年度以降の愛知県公立高等学校（全日制課程）入学者選抜における通学区域並びに群及びグループ分け案について”.   愛知県教育委員会 (2015年2月16日). 2019年1月14日閲覧。

### 書籍
1. 1 2 3 4  名古屋市計画局 1992, p. 761.
2. 1 2 3 4  「角川日本地名大辞典」編纂委員会 1989, p. 1506.

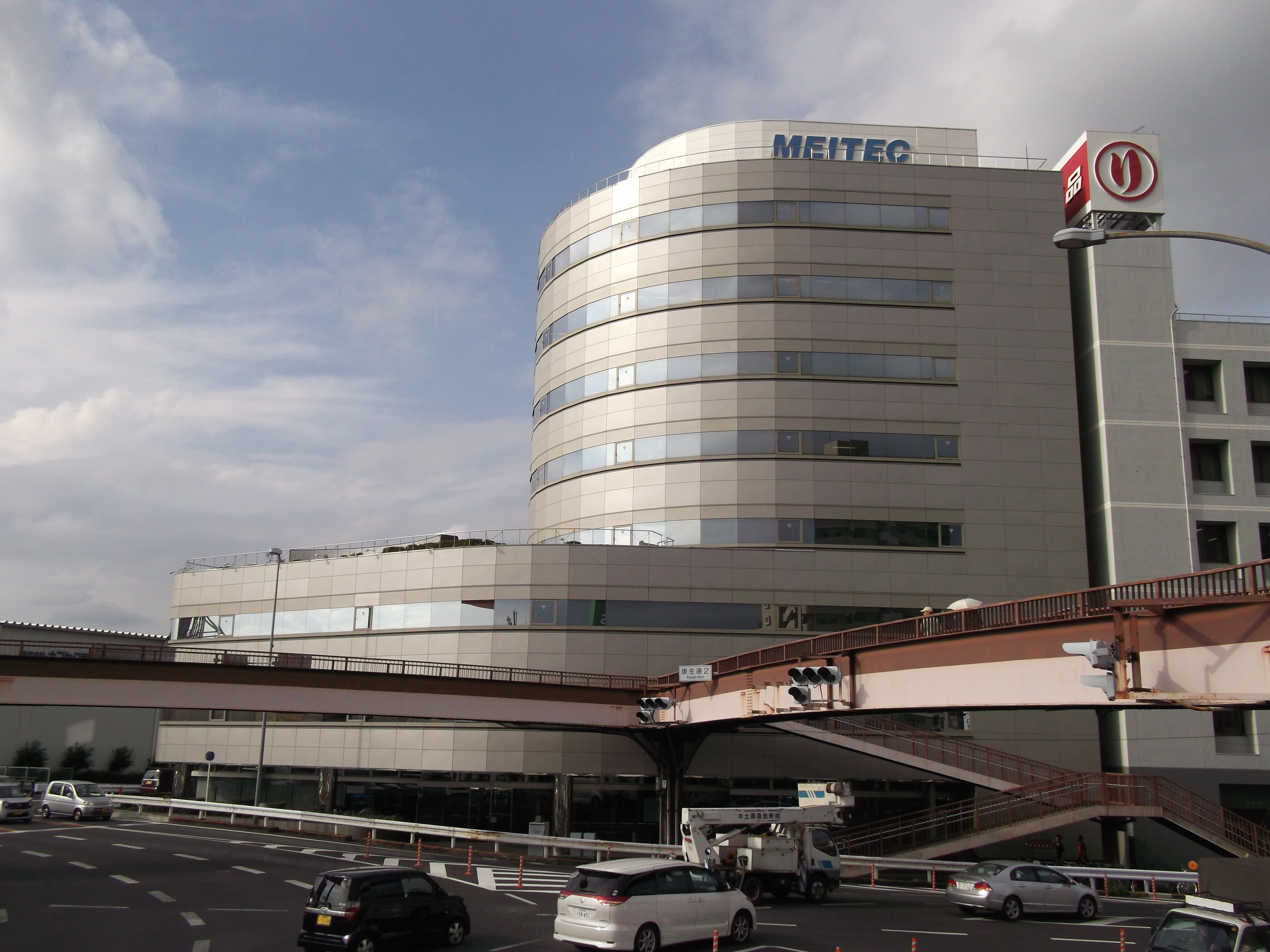
メイテック名古屋本店

3. ↑  『広報なごや No.554（西区版）』名古屋市、1994年2月1日、10頁。